# Virngrund und Ellwanger Berge
Das FFH-Gebiet Virngrund und Ellwanger Berge ist ein im Jahr 2015 durch das Regierungspräsidium Stuttgart nach der Richtlinie 92/43/EWG (Fauna-Flora-Habitat-Richtlinie) angemeldetes Schutzgebiet (Schutzgebietskennung DE-7026-341) im deutschen Bundesland Baden-Württemberg. Mit Verordnung des Regierungspräsidiums Stuttgart zur Festlegung der Gebiete von gemeinschaftlicher Bedeutung vom 30. Oktober 2018  (in Kraft getreten am 11. Januar 2019) wurde das Schutzgebiet festgelegt.

## Lage
Das rund 419 Hektar große FFH-Gebiet gehört zu den Naturräumen 102-Vorland der östlichen Schwäbischen Alb 108-Schwäbisch-Fränkische Waldberge und 113-Mittelfränkisches Becken innerhalb der naturräumlichen Haupteinheiten 10-Schwäbisches Keuper-Lias-Land und 11-Fränkisches Keuper-Lias-Land. Es liegt verstreut in weitem Bogen um die Stadt Ellwangen und erstreckt sich über die Markungen von zwölf Städten und Gemeinden im Ostalbkreis und im Landkreis Schwäbisch Hall:
- Abtsgmünd: 62,8977 ha = 15 %
- Adelmannsfelden: 20,9659 ha = 5 %
- Ellenberg: 92,2499 ha = 22 %
- Ellwangen (Jagst): 88,0567 ha = 21 %
- Jagstzell: 4,1931 ha = 1 %
- Neuler: 8,3862 ha = 2 %
- Rainau: 67,0908 ha = 16 %
- Rosenberg: 33,5454 ha = 8 %
- Westhausen: 8,3863 ha = 2 %
- Bühlerzell: 12,5795 ha = 3 %
- Fichtenau: 8,3863 ha = 2 %
- Stimpfach: 8,3863 ha = 2 %

## Beschreibung und Schutzzweck
Das FFH-Gebiet umfasst einen naturnahen Abschnitt des Jagsttals oberhalb Ellwangen, das naturnahe Tal der Blinden Rot mit dem Oberlauf und der Talaue im Unterlauf, einige weitere Talauen im Keuperbergland mit Feuchtgebietskomplexen, mehrere teilweise historische Weiher sowie Laubwälder am Hornberg.

### Lebensraumtypen
Gemäß Anlage 1 der Verordnung des Regierungspräsidiums Stuttgart zur Festlegung der Gebiete von gemeinschaftlicher Bedeutung (FFH-Verordnung) vom 30. Oktober 2018 kommen folgende Lebensraumtypen nach Anhang I der FFH-Richtlinie im Gebiet vor:
| EU Code | Lebensraumtyp (offizielle Bezeichnung)                                                                          | Kurzbezeichnung                              | Hektar |
| ------- | --- | -------------------------------------------- | ------ |
| 3150    | Natürliche eutrophe Seen mit einer Vegetation vom Typ Magnopotamion oder Hydrocharition                         | Natürliche nährstoffreiche Seen              | 6,78   |
| 3260    | Flüsse der planaren bis montanen Stufe mit Vegetation des Ranunculion fluitantis und des Callitricho-Batrachion | Fließgewässer mit flutender Wasservegetation | 4,89   |
| 6410    | Pfeifengraswiesen auf kalkreichem Boden, torfigen und tonig-schluffigen Böden (Molinion caeruleae)              | Pfeifengraswiesen                            | 0,78   |
| 6430    | Feuchte Hochstaudenfluren der planaren und montanen bis alpinen Stufe                                           | Feuchte Hochstaudenfluren                    | 0,57   |
| 6510    | Magere Flachland-Mähwiesen (Alopecurus pratensis, Sanguisorba officinalis)                                      | Magere Flachland-Mähwiesen                   | 22,58  |
| 7230    | Kalkreiche Niedermoore                                                                                          | Kalkreiche Niedermoore                       | 0,90   |
| 9130    | Waldmeister-Buchenwald (Asperulo-Fagetum)                                                                       | Waldmeister-Buchenwald                       | 79,36  |
| 91E0    | Auenwälder mit Alnus glutinosa und Fraxinus excelsior (Alno-Padion, Alnion incanae, Salicion albae)             | Auenwälder mit Erle, Esche, Weide            | 32,09  |

### Arteninventar
Folgende Arten von gemeinschaftlichem Interesse sind für das Gebiet gemeldet:
| Bild               | EU Code | * | Art                                 | wissenschaftlicher Name | Artengruppe           |
| ------------------ | ------- | - | ----------------------------------- | ----------------------- | --------------------- |
| Biber              | 1337    |   | Biber                               | Castor fiber            | Sonstige Säugetiere   |
| Gelbbauchunke      | 1193    |   | Gelbbauchunke                       | Bombina variegata       | Amphibien             |
| Groppe             | 1163    |   | Groppe                              | Cottus gobio            | Fische und Rundmäuler |
| Bachneunauge       | 1096    |   | Bachneunauge                        | Lampetra planeri        | Fische und Rundmäuler |
| Grüne Flussjungfer | 1061    |   | Dunkler Wiesenknopf-Ameisenbläuling | Maculinea nausithous    | Schmetterlinge        |
| Grünes Koboldmoos  | 1386    |   | Grünes Koboldmoos                   | Buxbaumia viridis       | Moose                 |

### Zusammenhängende Schutzgebiete
Das FFH-Gebiet besteht aus zahlreichen kleineren Teilgebieten. Es ist teilweise deckungsgleich mit mehreren Landschaftsschutzgebieten. Die Naturschutzgebiete
- 1088 – Feuchtfläche bei der Buchmühle
- 1166 – Vorbecken Buch
- 1169 – Tal der Blinden Rot
- 1217 – Orbachtal mit Streuwiesen
- 1258 – Muckental
- 1269 – Ellwanger Schloßweiher und Umgebung

liegen ganz oder teilweise innerhalb des FFH-Gebiets.